# Rikke Granlund
Rikke Marie Granlund (née le 14 novembre 1989 à Oslo) est une handballeuse internationale norvégienne évoluant au poste de gardienne de but. 

## Carrière

### Club
Granlund a joué dans les clubs de Bækkelaget, Halden, Nordstrand et Oppsal avant de partir en 2018 au Danemark jouer au club d'Esbjerg.
Granlund connait sa première sélection le 25 novembre 2020 face à l'équipe du Danemark lors de match de préparation au Championnat d'Europe 2020. Elle participe aux quatre premiers matchs de l'Euro avant d'être remplacée par Silje Solberg et a ainsi contribué au huitième titre européen en quatorze éditions pour la Norvège.
En 2021, elle signe pour le club français du Chambray Touraine Handball pour deux saisons, succédant à Linda Pradel

## Palmarès

### En équipe nationale
- Médaille d'or au Championnat d'Europe 2020

### En clubs
- Vainqueur du Championnat du Danemark : 2018/2019 et 2019/20
- Finaliste de la Coupe de l'EHF (C3) en 2019